# Harry Pitts
Pour les articles homonymes, voir Pitts.
Harry Pitts (27 juin 1861 - 30 avril 1897), fut la première personne à être tuée par une attaque terroriste dans le métro de Londres.
Pitts est mort des blessures reçues d'une bombe qui a explosé à Aldersgate Station (aujourd'hui Barbican) le 26 avril 1897. La bombe a été posée par des anarchistes russes pour venger l’un de leurs membres ayant été condamné à sept ans de prison. Lors d'une enquête sur la mort de Pitts, un verdict de "meurtre intentionnel contre une personne ou des personnes inconnues" a été enregistré.
Pitts est né à Bradninch dans le Devon, fils d'un mécanicien de chantier. Il a brièvement passé quelque temps dans le Lancashire avant de s'installer à Tottenham, au nord de Londres. Il était marié et avait deux filles.